# Mitsubishi Galant Lambda
Mitsubishi Galant Lambda — среднеразмерный автомобиль, выпускавшийся автомобильной фирмой Mitsubishi Motors с 1976 по 1984 год. С 1977 года автомобиль поставлялся в Европу под названиями Mitsubishi Sapporo в Европе и Южной Америке (в честь японского города Саппоро), Dodge (Colt) Challenger, Plymouth Sapporo в Северной Америке и Пуэрто-Рико и Mitsubishi Scorpion в Австралии.

## История
Автомобиль Mitsubishi Galant Lambda впервые был представлен в декабре 1976 года. Конкурентами автомобиля в Японии являлись Toyota Crown, Nissan Cedric, Nissan Gloria и Mazda Cosmo.
В середине 1970-х годов был представлен хардтоп, конкурентом которого являлся Cadillac Seville. В 1980 году было представлено второе поколение Mitsubishi Galant Lambda.
Производство завершилось в 1984 году.

## Галерея

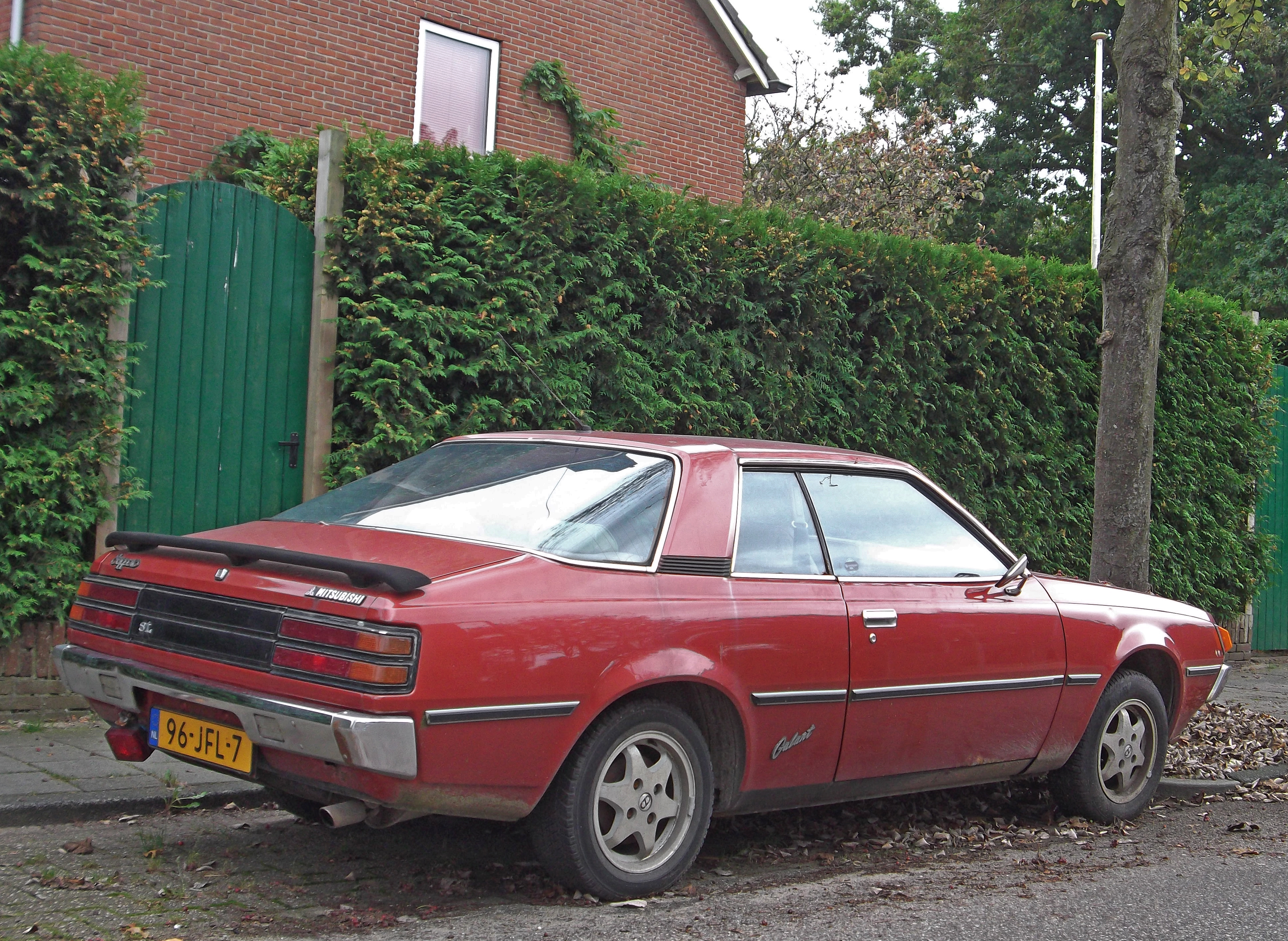
Mitsubishi Galant 1.6 SL
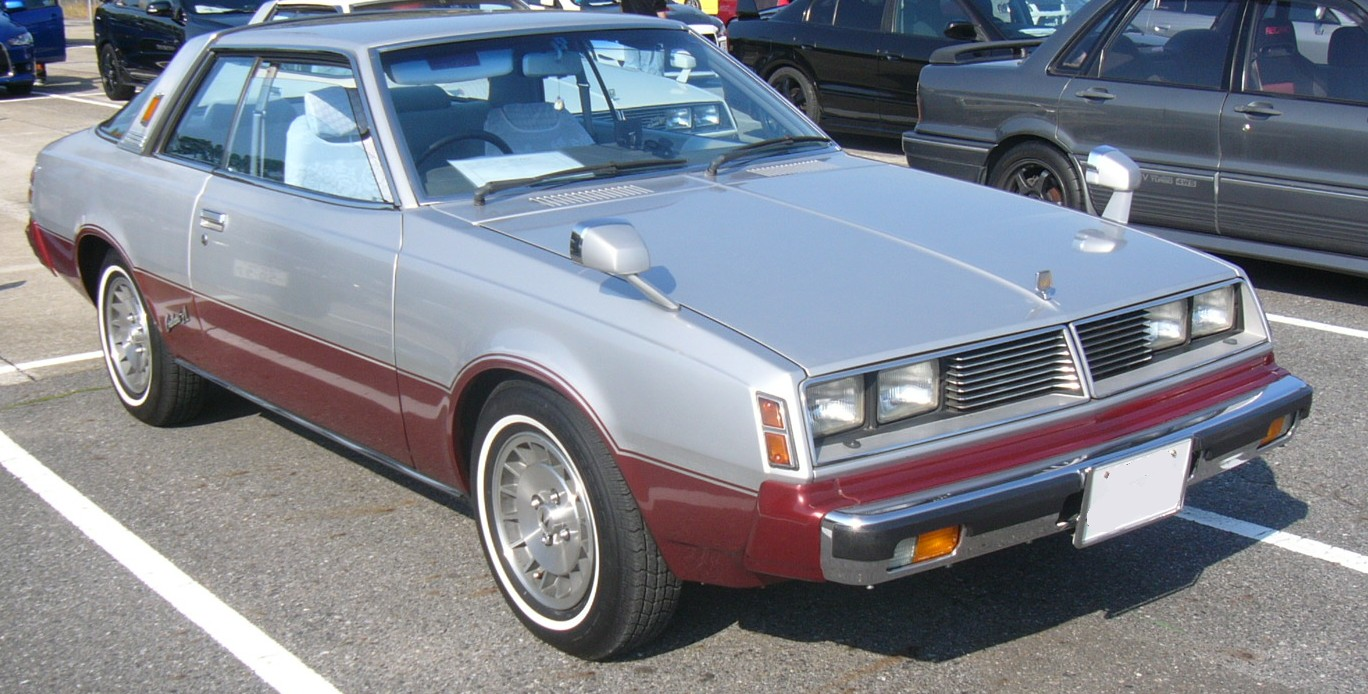
Mitsubishi Galant Λ 2600 Super Touring (A135A)
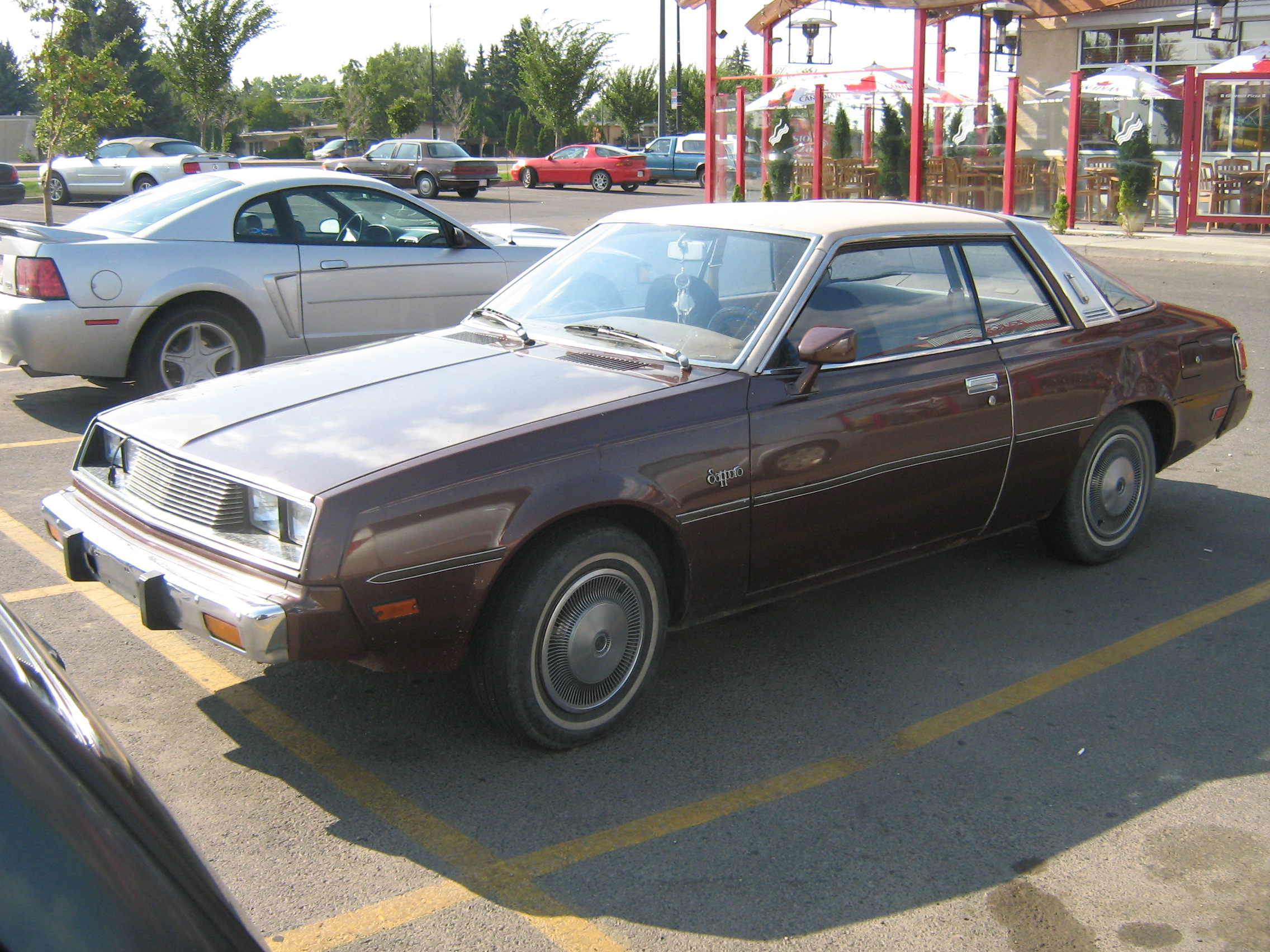
Plymouth Sapporo
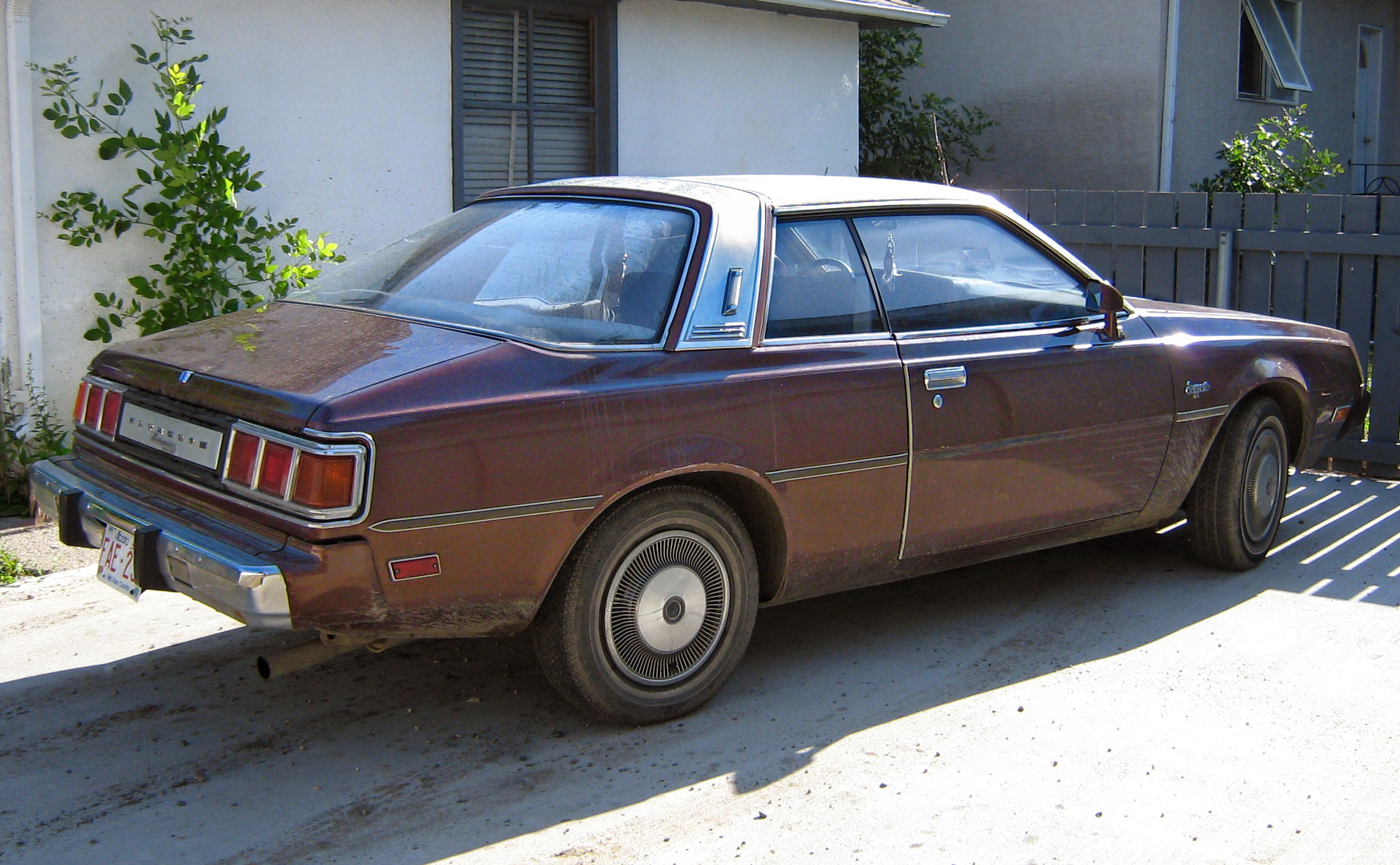
Plymouth Sapporo
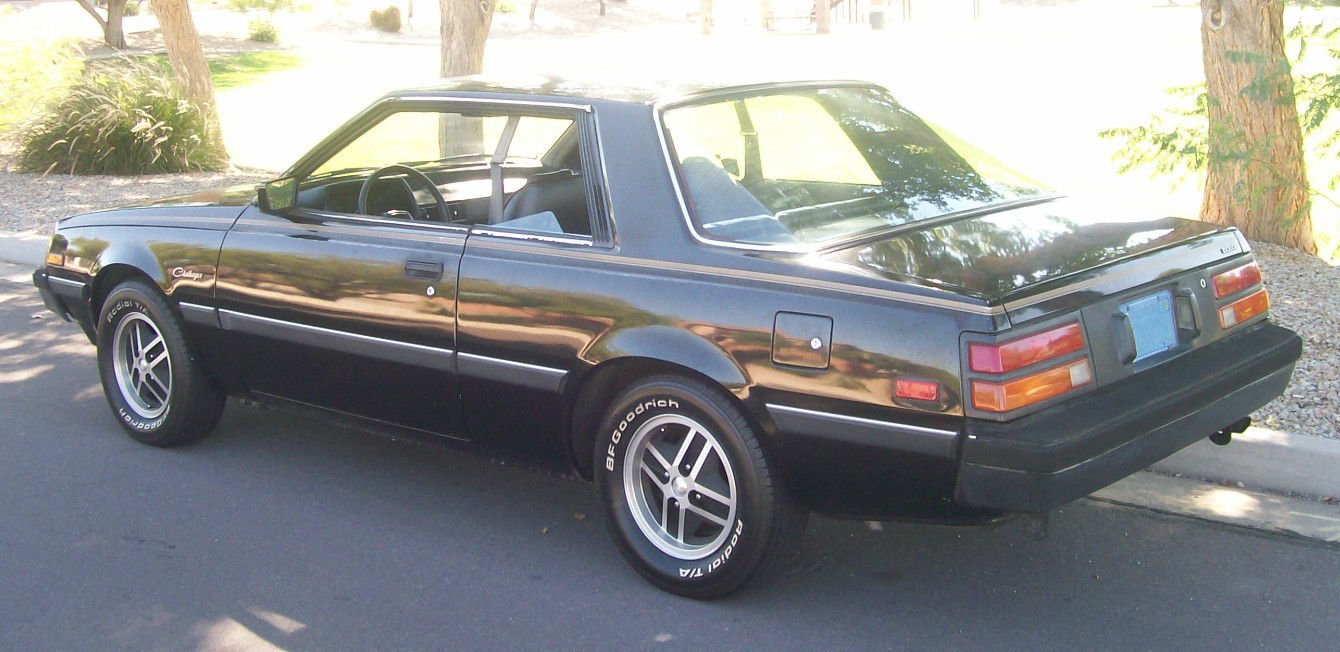
Dodge Challenger